# 知识分子

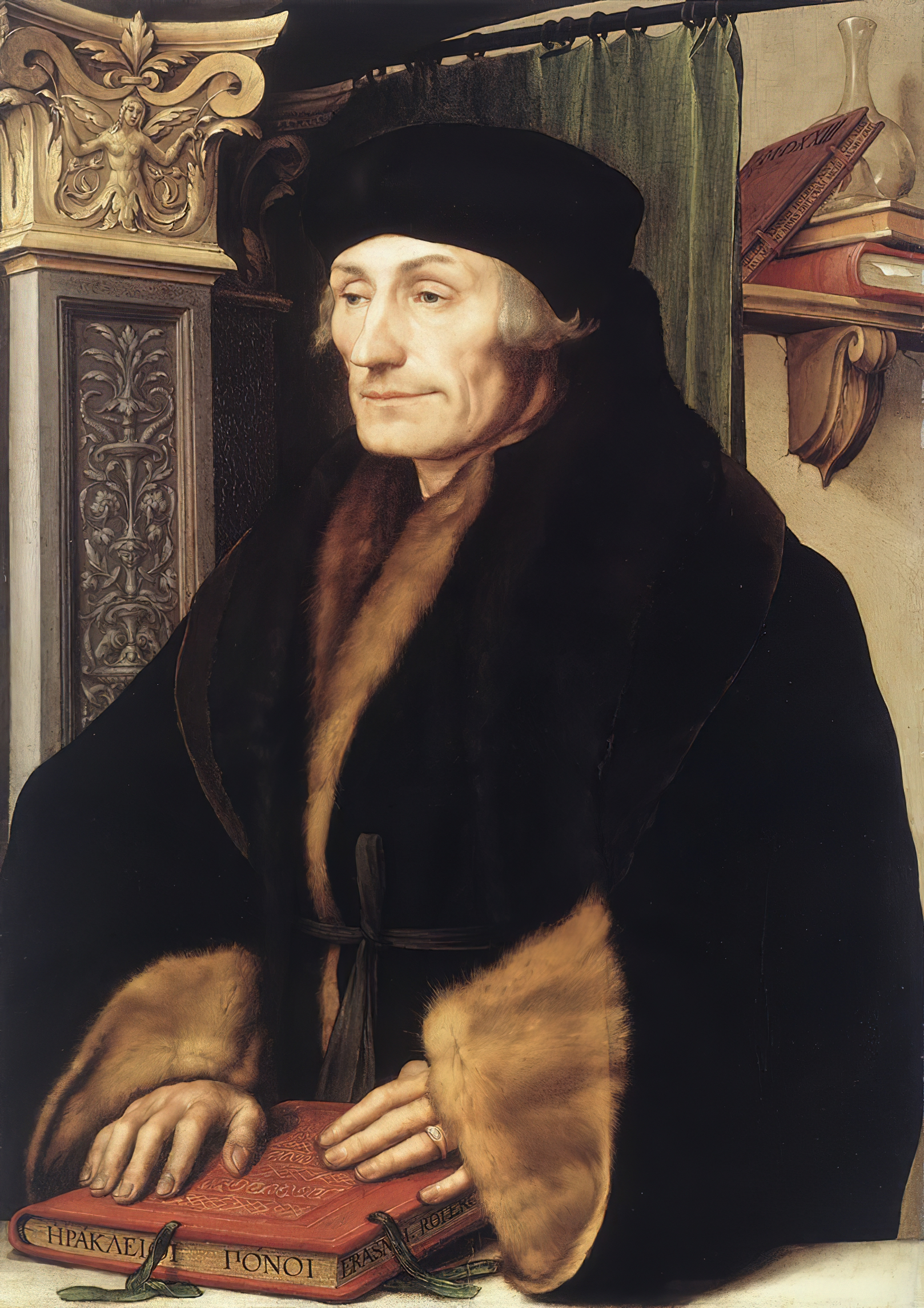
文艺复兴时期知识分子伊拉斯谟

知識分子（英語：Intellectual）是对社会现实进行批判性思考、研究和反思，并针对社会规范问题提出解决方案的人。文化界知识分子作为创造者或调解者参与政治，通过拒绝、生产或扩展某种意识形态以及捍卫某种价值观体系，捍卫具体主张或谴责不公正。
知识分子所属的社会阶层被称为知识阶层（英語：Intelligentsia）。

## 简介
知识分子的起源主要是教士、先知和哲學家。知识分子主要貢獻在文化方面。他們追求生命的意義、最終的價值、跟宇宙世界的接觸，其主要貢獻就是思索和解答這些問題，把大眾帶進較廣大的秩序中。知识分子是社會和時代的眼睛和代言人。在安定的社會秩序中，人們對外在世界的情景會較易掌握；但在危機和轉變中的社會，卻是不易掌握外在世界的情景，大眾會不安、焦慮，懷疑生命的意義與秩序。知识分子提供他們的見解和解釋，以安頓人心，使大眾獲得生命的意義和精神的秩序。
知识分子往往以懷疑和批判的眼光思考問題，其想法看法與社會現實有距離，對現實有所保留，帶著批判社會的性格。他們或著建構新世界，或著重建古典世界。語言學家乔姆斯基說「知识分子的責任是說出真理，暴露謊言」，詩人劳伦斯·弗林盖蒂說「知识分子最大的貢獻是保持異議」。
知识分子的批判力量，常取決之於社會與政權的關係。如果知识分子在社會有立足之地，有抗衡政治的資本，則他會有較大的自由批判社會。在中古西方，教會與王權對立，中古以後政府以外始終有多元的權力中心，這是知识分子享有較大批判自由的原因。在中國，秦漢大一統之後，皇權無可逃避於天地間，國家強過社會，士大夫都是官吏，讀書人雖多，知识分子卻絕少。
知识分子傾向批判社會，與政治權威具有先天性的緊張關係。知识分子一方面與政治權保持距離，以保持批判者的身份；一方面又接近政治權威，以實行他的主張。政治權威一方面不喜歡知識分子的批評，一方面又不能不靠知识分子，使統治權力合法化。知识分子也可以風動群眾，所謂「世無盧梭，即無法國大革命」。在20世紀的各大革命社會運動中，知识分子的向背都是決定革命的重要素，亞非各國的獨立運動由發難、推動到完成，幾全由知识分子為要角。

## 中華人民共和國
中華人民共和國建國初期，被貶為「知识分子」的知识群体被劃分為工人階級。例如1950年8月中央人民政府颁布的《关于划分农村阶级成份的决定》中規定「凡受雇于国家的、合作社的或私人的机关、企业、学校等，为其中办事人员，取得工资以为生活之全部或主要来源的人，称为职员。职员为工人阶级中的一部分凡有专门技能或专门知识的知识分子，受雇于国家的、合作社的或私人的机关、企业、学校等，从事脑力劳动，取得高额工资以为生活之全部或主要来源的人，例如工程师、教授、专家等，称为高级职员，其阶级成份与一般职员同」。1956年1月14日至20日，知识分子会议在北京召开。周恩来代表党中央作了《关于知识分子问题的报告》，其中提到「我国的知识界的面貌在过去6年已经发生了根本的变化......他们中间的绝大部分已经成为国家工作人员，已经为社会主义服务，已经是工人阶级的一部分」。
1957年9月，中共八大上，知识分子被認定為「资产阶级和小资产阶级」。毛泽东在八大二次會議上表示，「不要被名家权威所吓倒，要敢想、敢说、敢做，要从束手束脚的现象中解放出来。卑贱者最聪明，高贵者最愚蠢。要剥夺那些翘尾巴的高级知识分子的资本，鼓舞工人、农民、老干部、小知识分子打掉自卑感。」1957年3月12日，毛泽东在《中国共产党全国宣传工作会议上的讲话》中表示：“现在的大多数的知识分子世界观基本上是资产阶级的，他们还是属于资产阶级的知识分子”。同年4月10日，毛泽东又表示：「现在的知识分子是‘身在曹营心在汉’，他们的灵魂依旧在资产阶级那方面。」反右運動、大躍進和文化大革命時，知识分子被再度明確為資產階級。毛澤東更是提出书读得越多越蠢。

1977年5月，邓小平提出：“一定要在党内造成一种空气：尊重知识，尊重人才。要反对不尊重知识分子的错误思想。怎么能把几百万、上千万知识分子一棍子打死呢？”1978年3月18日，邓小平在全国科学大会上表示“绝大多数已经是工人阶级和劳动人民自己的知识分子，因此也可以说，已经是工人阶级自己的一部分”。1978年10月10日到11月4日，中国共产党中央委员会组织部召开了两次座谈会，之後中组部发布了《关于落实知识分子政策的几点意见》。當中指出：“在现有的知识分子中……绝大多数，已经成为工人阶级的一部分。”1981年6月27日，关于建国以来党的若干历史问题的决议中指出：“要坚决扫除长期间存在而在‘文化大革命’期间登峰造极的那种轻视教育科学文化和歧视知识分子的完全错误的观念，努力提高教育科学文化在现代化建设中的地位和作用，明确肯定知识分子同工人、农民一样是社会主义事业的依靠力量，没有文化和知识分子是不可能建设社会主义的。”1982年，五届人大五次会议通过的中华人民共和国宪法规定：“社会主义的建设事业必须依靠工人、农民和知识分子，团结一切可以团结的力量。”
公共知识分子是近年热门的一个概念，其标准为：具有学术背景和专业素质的知识者；对社会进言并参与公共事务的行动者；具有批判精神和道义担当的理想者。

## 评价
让-保罗·萨特指出：“知识分子是那些干涉与他们无关的事情的人”。:588–9
诺姆·乔姆斯基认为：“知识分子是诽谤专家，他们基本上是政治委员，他们是意识形态管理者，最容易受到异议的威胁。”
米尔顿·弗里德曼在《米尔顿·弗里德曼访谈录》（1974）中说，商人和知识分子都是资本主义的敌人，因为大多数知识分子相信社会主义，而商人则期望经济特权。罗伯特·诺齐克在他的文章《知识分子为什么反对资本主义？》中认为，知识分子之所以成为怨恨的左翼分子，是因为他们在学校和大学里的卓越智力工作在学校和大学中得到了丰厚的回报，但在资本主义市场经济中却被低估和报酬过低。尽管知识分子比普通人享有更高的社会经济地位，但他们仍然反对资本主义。
托马斯·索维尔在他的《知识分子与社会》（2010）一书中写道，知识分子是知识而非物质产品的生产者，倾向于在自己的专业领域之外发表言论，期望从光环效应中获得社会和职业利益。与其他职业相比，公共知识分子在社会上与他们的想法所产生的公共政策的负面和意外后果无关。:218–276